# Puccinia glyceriae
Puccinia glyceriae ist eine Ständerpilzart aus der Ordnung der Rostpilze (Pucciniales). Der Pilz ist ein Endoparasit von Schwaden. Symptome des Befalls durch die Art sind Rostflecken und Pusteln auf den Blattoberflächen der Wirtspflanzen. Sie ist ein Endemit Japans.

## Merkmale

### Makroskopische Merkmale
Puccinia glyceriae ist mit bloßem Auge nur anhand der auf der Oberfläche des Wirtes hervortretenden Sporenlager zu erkennen. Sie wachsen in Nestern, die als gelbliche bis braune Flecken und Pusteln auf den Blattoberflächen erscheinen.

### Mikroskopische Merkmale
Das Myzel von Puccinia glyceriae wächst wie bei allen Puccinia-Arten interzellulär und bildet Saugfäden, die in das Speichergewebe des Wirtes wachsen. Aecien oder Spermogonien der Art sind nicht bekannt. Die gelben Uredien des Pilzes wachsen oberseitig auf den Wirtsblättern. Seine hellgelben bis farblosen Uredosporen sind 23–27 × 18–22 µm groß, zumeist eiförmig und fein stachelwarzig. Die beidseitig wachsenden Telien der Art sind schwarzbraun und früh oder spät unbedeckt. Die hell haselnussbraunen Teliosporen sind zweizellig, zylindrisch bis keulenförmig und 40–65 × 14–19 µm groß. Ihre Stiele sind bräunlich und bis zu 12 µm lang.

## Verbreitung
Das bekannte Verbreitungsgebiet von Puccinia glyceriae umfasst lediglich Japan.

## Ökologie
Die Wirtspflanzen von Puccinia glyceriae sind verschiedene Schwaden (Glyceria spp.). Der Pilz ernährt sich von den im Speichergewebe der Pflanzen vorhandenen Nährstoffen, seine Sporenlager brechen später durch die Blattoberfläche und setzen Sporen frei. Die Art verfügt über einen Entwicklungszyklus, von dem bislang lediglich Telien und Uredien sowie deren Wirt bekannt sind; Spermogonien und Aecien konnten dem Pilz nicht zugeordnet werden.